# Tennis ai XIX Giochi asiatici
I tornei di tennis ai XIX Giochi asiatici si sono svolti all'Hangzhou Olympic Sports Expo Center di Hangzhou in Cina dal 24 al 30 settembre 2023.

## Calendario
| Tennis ai XIX Giochi asiatici | Tennis ai XIX Giochi asiatici | Tennis ai XIX Giochi asiatici | Tennis ai XIX Giochi asiatici | Tennis ai XIX Giochi asiatici | Tennis ai XIX Giochi asiatici | Tennis ai XIX Giochi asiatici | Tennis ai XIX Giochi asiatici |
| Settembre 2023                | Settembre 2023                | Settembre 2023                | Settembre 2023                | Settembre 2023                | Settembre 2023                | Settembre 2023                | Settembre 2023                |
|                               | 24                            | 25                            | 26                            | 27                            | 28                            | 29                            | 30                            |
| ----------------------------- | ----------------------------- | ----------------------------- | ----------------------------- | ----------------------------- | ----------------------------- | ----------------------------- | ----------------------------- |
| Singolare maschile            |                               |                               |                               | QF                            | SF                            |                               | Finale                        |
| Doppio maschile               |                               |                               |                               | QF                            | SF                            | Finale                        |                               |
| Singolare femminile           |                               |                               |                               | QF                            | SF                            | Finale                        |                               |
| Doppio femminile              |                               |                               |                               | QF                            | SF                            |                               | Finale                        |
| Doppio misto                  |                               |                               |                               |                               | QF                            | SF                            | Finale                        |

|  | Primi turni, quarti di finale, semifinali |  | Finali |

## Podi

### Uomini
| Evento               | Oro                                   | Argento                                 | Bronzo                                                                             |
| Singolare (dettagli) | Zhang Zhizhen                         | Yosuke Watanuki                         | Khumoyun Sultanov Hong Seong-chan                                                  |
| Doppio (dettagli)    | Taipei cinese Hsu Yu-hsiou Jason Jung | India Saketh Myneni Ramkumar Ramanathan | Thailandia Pruchya Isaro Maximus Jones Corea del Sud Hong Seong-chan Kwon Soon-woo |

### Donne
| Evento               | Oro                                       | Argento                                  | Bronzo                                                                          |
| Singolare (dettagli) | Zheng Qinwen                              | Zhu Lin                                  | Alex Eala Haruka Kaji                                                           |
| Doppio (dettagli)    | Taipei cinese Chan Hao-ching Latisha Chan | Taipei cinese Lee Ya-hsuan Liang En-shuo | Corea del Sud Back Da-yeon Jeong Bo-young Indonesia Aldila Sutjiadi Janice Tjen |

### Misto
| Evento            | Oro                                | Argento                                     | Bronzo                                                                          |
| Doppio (dettagli) | India Rutuja Bhosale Rohan Bopanna | Taipei cinese Liang En-shuo Huang Tsung-hao | Taipei cinese Chan Hao-ching Hsu Yu-hsiou Filippine Alex Eala Francis Alcantara |

## Medagliere
| Posizione | Nazione       | Oro | Argento | Bronzo | Totale |
| --------- | ------------- | --- | ------- | ------ | ------ |
| 1         | Taipei cinese | 2   | 2       | 1      | 5      |
| 2         | Cina          | 2   | 1       | 0      | 3      |
| 3         | India         | 1   | 1       | 0      | 2      |
| 4         | Giappone      | 0   | 1       | 1      | 2      |
| 5         | Corea del Sud | 0   | 0       | 3      | 3      |
| 6         | Filippine     | 0   | 0       | 2      | 2      |
| 7         | Indonesia     | 0   | 0       | 1      | 1      |
| 7         | Thailandia    | 0   | 0       | 1      | 1      |
| 7         | Uzbekistan    | 0   | 0       | 1      | 1      |